# Dawit Chuciszwili
Dawit Chuciszwili (gruz. დავით ხუციშვილი ; ur. 19 października 1990) – gruziński zapaśnik walczący w stylu wolnym. Olimpijczyk z Londynu 2012, gdzie zajął szóste miejsce w kategorii 74 kg.
Mistrz świata i Europy juniorów w 2010 roku. Brązowy medalista Mistrzostw Świata oraz Mistrzostw Europy w 2011. Zdobywca drugiego miejsca na Mistrzostwach Europy w 2012 roku oraz siódmego w Pucharze Świata w 2012. Kolejno w 2017, 2018 i 2019 zajmował w nim siódme, piąte oraz siódme miejsce.